# Allain Provost
Pour les articles homonymes, voir Provost.
Allain Provost, né le 29 novembre 1938 à Nantes, est un architecte paysagiste français.

## Biographie
Après des études d'ingénieur agronome, puis d'architecte paysagiste à l'École nationale supérieure du paysage Allain Provost commence sa carrière au début des années 1960.

## Projets
- 1973 : parc de la Courneuve (Île-de-France)
- 1992 : parc Diderot (Paris La Défense, Courbevoie)
- 1995 : Thames Barrier Park (Londres)
- l'aéroport Roissy-Charles-de-Gaulle[réf. nécessaire]
- le parc Georges-Valbon (parc de la Courneuve)[réf. nécessaire]
- l'aménagement des rives du Rhône (dont le parc Saint-Clair) à Lyon.[réf. nécessaire]

## Autres activités
- 1976-1986 : enseignant à l'École nationale supérieure du paysage de Versailles
- 1988-2004 : directeur de l'École supérieure d'architecture des jardins et des paysages (ESAJ)

## Prix et distinctions
- 1994 : Grand prix du paysage[2]
- 2008 : membre honoraire du Royal Institute of British Architects (RIBA)[3]

## Publications
- avec Michel Racine et Michel Baridon, Paysages inventés, Oostkamp, Stichting kunstboek, 2004
- Karel Puype et An Theunynck, La Courneuve, Le Parc 1925-2005, Oostkamp, Stichting Kunstboek, 2005[4]
- Tracés, Paris, ICI consultants, 2011[5]